# Encentrum ussuriensis
Encentrum ussuriensis är en hjuldjursart som beskrevs av De Smet och Chernyshev 2006. Encentrum ussuriensis ingår i släktet Encentrum och familjen Dicranophoridae. Inga underarter finns listade i Catalogue of Life.